# Túnel de alta velocidad Barcelona Sants-La Sagrera
El túnel de alta velocidad Barcelona Sants-La Sagrera, conocido también como túnel del Ensanche, es un túnel ferroviario urbano ubicado en Barcelona propiedad del Adif. El túnel, que une la estación de Barcelona Sants con la futura estación de Barcelona-La Sagrera, forma parte de la línea de alta velocidad Madrid-Zaragoza-Barcelona-Frontera francesa. Fue inaugurado el 8 de enero de 2013 juntamente con el tramo entre Barcelona Sants y Figueras-Vilafant de la LAV Madrid-Barcelona-Francia y el 9 de enero de 2013 empezó su explotación comercial por trenes de Renfe Operadora.

## Historia
El plan de construcción del túnel entre la estación de Barcelona Sants y la estación de La Sagrera no empezó a tomar forma hasta la publicación del proyecto de la línea de alta velocidad Madrid-Barcelona-Francia. En marzo de 2003 se inauguró el primer tramo de la línea de alta velocidad entre Madrid y Lérida. Tres años más tarde, el 19 de diciembre de 2006, se inauguró el tramo entre Lérida y Tarragona, y se previó el año 2007 como fecha de inauguración del tramo hasta Barcelona; sin embargo, dicho tramo no entró en servicio hasta el 20 de febrero de 2008. José Blanco, ministro de Fomento en ese año, aseguró que la línea de alta velocidad a Figueras, incluyendo este túnel ferroviario, estarían inauguradas a finales de 2012.
Adif adjudicó las obras de construcción del túnel el 18 de enero de 2008, con una inversión prevista de 179,3 millones de euros y un plazo de ejecución de 35 meses. El 26 de marzo de 2010 la tuneladora Barcino, de 105 metros de longitud y 2300 toneladas de peso, empezó a perforar desde el pozo de ataque situado en el cruce de las calles Mallorca y Vizcaya. El 15 de septiembre y el 8 de noviembre de 2010 se reabrió a la circulación parte de la calle Mallorca afectada por la construcción del túnel. El 14 de octubre de 2010 la tuneladora Barcino perforó el tramo que discurre al lado de la fachada de la Gloria del Templo Expiatorio de la Sagrada Familia y, a mediados de diciembre de ese mismo año, finalizó la perforación del tramo que transcurre bajo la Avenida Diagonal, que une los tramos del túnel bajo las calles de Mallorca y Provenza. Hasta esa fecha, la tuneladora había perforado un total de 2,8 km de los 5,1 km previstos.
El 19 de diciembre de 2010 se inauguró la Línea de alta velocidad Perpiñán-Figueras, y se retrasó hasta el 2013 la fecha de entrada en funcionamiento del túnel ferroviario debido a la crisis económica que empezó en 2008  y que supuso un recorte en la inversión pública en España de 6045 millones de euros. El 26 de julio de 2011 la tuneladora Barcino finalizó la perforación del túnel alcanzando el pozo de extracción situado entre las calles Provenza y Entenza, tras recorrer casi 5,1 km desde el pozo de ataque en 16 meses. A principios de diciembre de 2011 se empezaron a cubrir los pozos de la calle de Provenza utilizados para el mantenimiento de la tuneladora, y el 21 de ese mismo mes se reabrieron a la circulación los tramos afectados por la construcción del túnel en esa misma calle. Adif anunció el 9 de noviembre de 2012 que el día 26 de ese mismo mes se electrificaría el tramo de vía entre la estación de Sants y Mollet del Vallès, incluyendo el túnel ferroviario entre Sants y La Sagrera. La previsión que el Ministerio de Fomento mantuvo de forma oficial es que los trenes de alta velocidad empezarían a circular sin interrupción de Barcelona a París y viceversa en abril de 2013.
Ana Pastor, ministra de Fomento desde finales de 2011, anunció el 22 de noviembre de 2012 que el tramo entre Barcelona Sans y Figueras-Vilafan entraría en servicio en enero de 2013, una vez finalizadas las obras de dicho tramo que fueron previstas para diciembre de 2012. A finales de octubre de 2012, Renfe Operadora realizó pruebas con trenes serie 103 entre el nudo de Mollet del Vallès y Viloví de Oñar (Gerona), y el 4 de diciembre de 2012 comenzaron las pruebas de validación técnica de la infraestructura y superestructura entre Barcelona Sans y Figueras-Vilafan. Ricard Font, director general de transportes de la Generalidad de Cataluña, anunció el 7 de diciembre de 2012 que el tramo entre Barcelona-Sants y Figueras-Vilafant, incluyendo el túnel de alta velocidad Barcelona Sants-La Sagrera, se inauguraría el 8 de enero de 2013 según un comunicado transmitido a la Generalidad por parte de Renfe Operadora y Adif. Ese mismo día falleció un trabajador de 46 años de edad en el interior del túnel a causa del choque entre dos máquinas mientras se estaban construyendo las vías. El 17 de diciembre de 2012 se iniciaron las pruebas de trenes comerciales de la serie 103 operados por Renfe Operadora, que tuvieron por objetivo realizar simulaciones comerciales para afinar todos los aspectos que conlleva dar un buen servicio de alta velocidad en el nuevo tramo de la LAV Madrid-Barcelona-Francia, entre Barcelona Sants y Figueras-Vilafan. Estas pruebas significaron la circulación por primera vez de un tren de alta velocidad comercial por el túnel de alta velocidad Barcelona Sants-La Sagrera.
El túnel fue inaugurado el 8 de enero de 2013 a las 11:01 horas, juntamente con el tramo entre Barcelona-Sans y Figueras-Vilafan de la LAV Madrid-Barcelona-Francia. Al acto de inauguración acudieron el príncipe de Asturias y los presidentes del Gobierno de España, Mariano Rajoy, y de la Generalidad de Cataluña, Artur Mas, entre otras autoridades. El 9 de enero de 2013 empezó su explotación comercial por trenes de alta velocidad operados por Renfe Operadora. El primer tren en sentido norte fue el Avant 34253 con origen en Barcelona Sants y destino Figueres-Vilafant, con 142 personas a bordo, y el primero en sentido sur el AVE 03082 con origen en Figueres-Vilafant y destino Barcelona Sants, con 79 personas a bordo. El 12 de febrero de 2013 circuló por el túnel por primera vez un tren de la operadora francesa Société Nationale des Chemins de Fer Français (SNCF), concretamente la rama 736 de la serie TGV Dasye. Dicha circulación estaba enmarcada dentro de las pruebas de homologación de los trenes franceses para circular por la Red de Ferrocarril de Interés General (RFIG) de España. El 15 de diciembre de 2013 circuló el primer TGV con pasajeros de la operadora francesa SNCF entre Barcelona-Sants y París-Lyon.

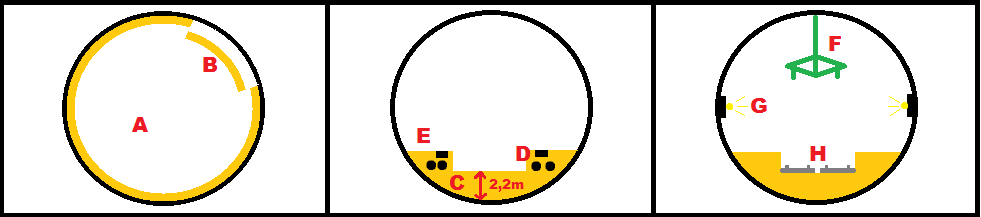
Fases de construcción del túnel.

### Fases de construcción

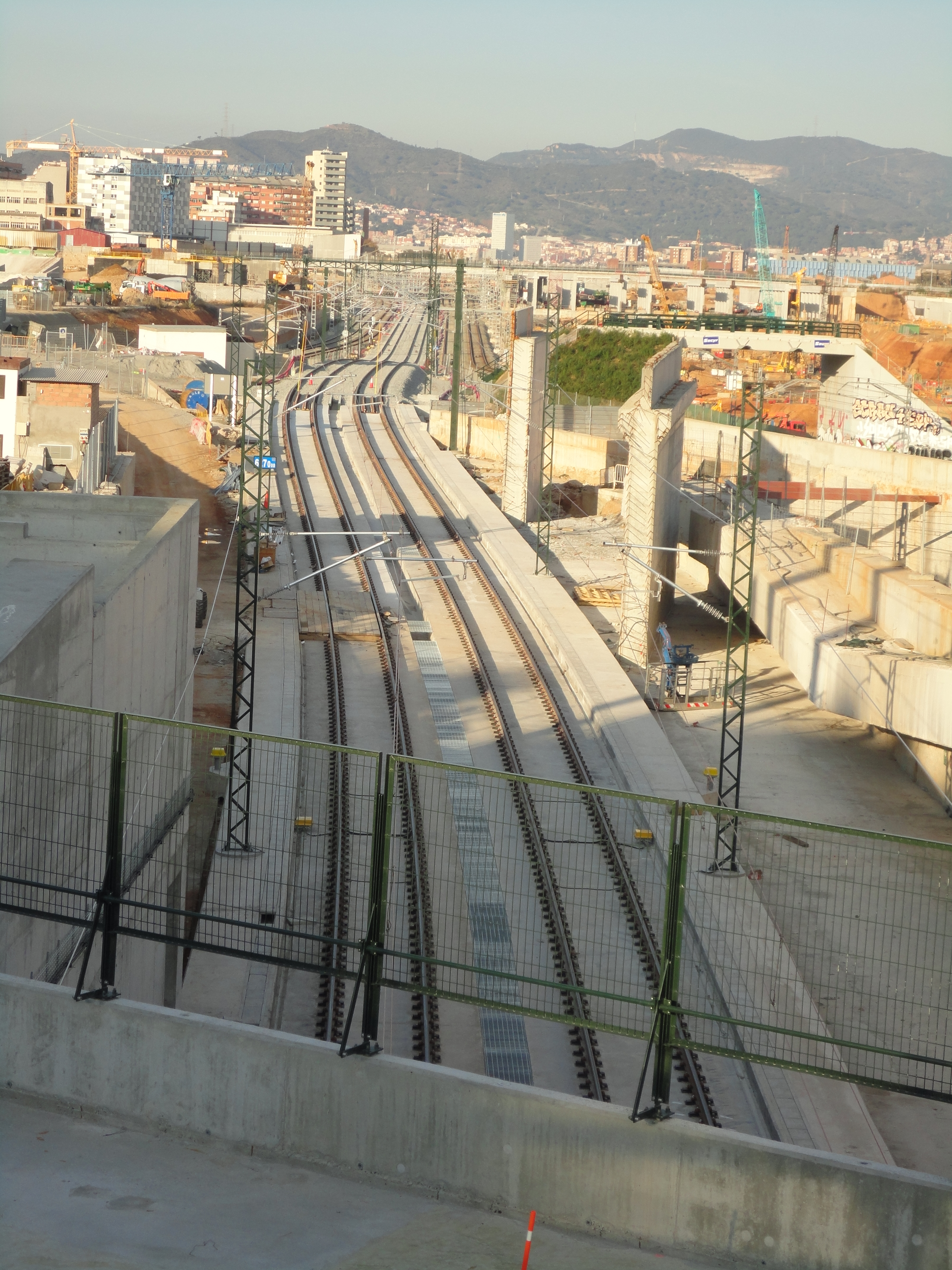
Salida del túnel lado La Sagrera, donde se ubica la estación de Barcelona-La Sagrera, actualmente en construcción.

Las fases de construcción del túnel de alta velocidad Barcelona Sants-La Sagrera fueron las siguientes:
- Fase 1: perforación del túnel realizada por la tuneladora Barcino (A) y colocación de las dovelas por la misma tuneladora (B).

- Fase 2: relleno de la base del túnel con hormigón (C), construcción e instalación de las canalizaciones ferroviarias (D)[Nota 3] y construcción de los pasillos laterales para el movimiento y evacuación de personas (E).

- Fase 3: colocación de la catenaria (F), instalación de los sistemas de iluminación interior del túnel (G) y colocación de las vías en placa (H).

## Trazado
El túnel de alta velocidad Barcelona Sants-La Sagrera discurre desde la estación de Barcelona Sants hasta la futura estación de Barcelona-La Sagrera por la calle Provenza, la avenida Diagonal y la calle de Mallorca, cubriendo una longitud de 5,78 km. Es el único túnel ferroviario de alta velocidad que cruza Barcelona con un ancho de vía de 1435 mm (ancho UIC).

### Polémica por el trazado
El túnel ferroviario provocó una gran polémica entre parte de la población barcelonesa por el trazado que realiza y que afecta a varios monumentos de la ciudad. Se creó una plataforma llamada AVE por el litoral que pidió la modificación del trazado previsto por las calles de Provenza y Mallorca, donde se ubican el Templo Expiatorio de la Sagrada Familia y La Pedrera, solicitando un nuevo trazado que discurriese por el litoral barcelonés. José Blanco, ministro de Fomento entre 2009 y 2011, calificó la perforación del túnel como: 

«Este túnel tiene las medidas de seguridad más altas de las obras que se están haciendo en el mundo. En la seguridad han trabajado los mejores técnicos del país, con el objetivo de garantizar la seguridad de los edificios y los ciudadanos y estoy seguro de que los ciudadanos habrán podido apreciarlo».
José Blanco López, La Vanguardia.

El 8 de febrero de 2010 los técnicos de la Unesco Rolf Katzenbach y Wolfram Jägertal se reunieron en Barcelona con el patronato del templo y algunas asociaciones de vecinos para evaluar las afectaciones de la construcción del túnel a su paso por la Sagrada Familia, y escuchar las razones de su rechazo al trazado. El Patronato de la Sagrada Familia solicitó en cinco ocasiones a la Audiencia Nacional la paralización de las obras del túnel por la calle de Mallorca por riesgos de seguridad en la fachada de la Gloria y la nave central del templo. El proyecto de construcción del túnel incluyó una pantalla protectora de 240 metros de longitud y 40 metros de profundidad compuesta por pilotes de 1,5 metros de diámetro, con la finalidad de proteger el monumento de los movimientos del terreno generados por el túnel durante su ejecución. En octubre de 2010 la tuneladora perforó la parte del túnel que transcurre al lado del monumento sin que este se viese afectado. El Parlamento de Cataluña aprobó una moción para pedir una moratoria de la construcción del túnel, sumada al rechazo de la mayoría del pleno del Ayuntamiento de Barcelona. El trazado actual solo fue defendido por el PSC e ICV; CIU y el PPC propusieron un trazado que discurriese por el Vallés Occidental con una estación en el municipio de San Cugat del Vallés, y ERC propuso que el túnel pasase por la calle de Aragón en lugar de la calle de Mallorca, donde está ubicado el Templo Expiatorio de la Sagrada Familia.

## Características

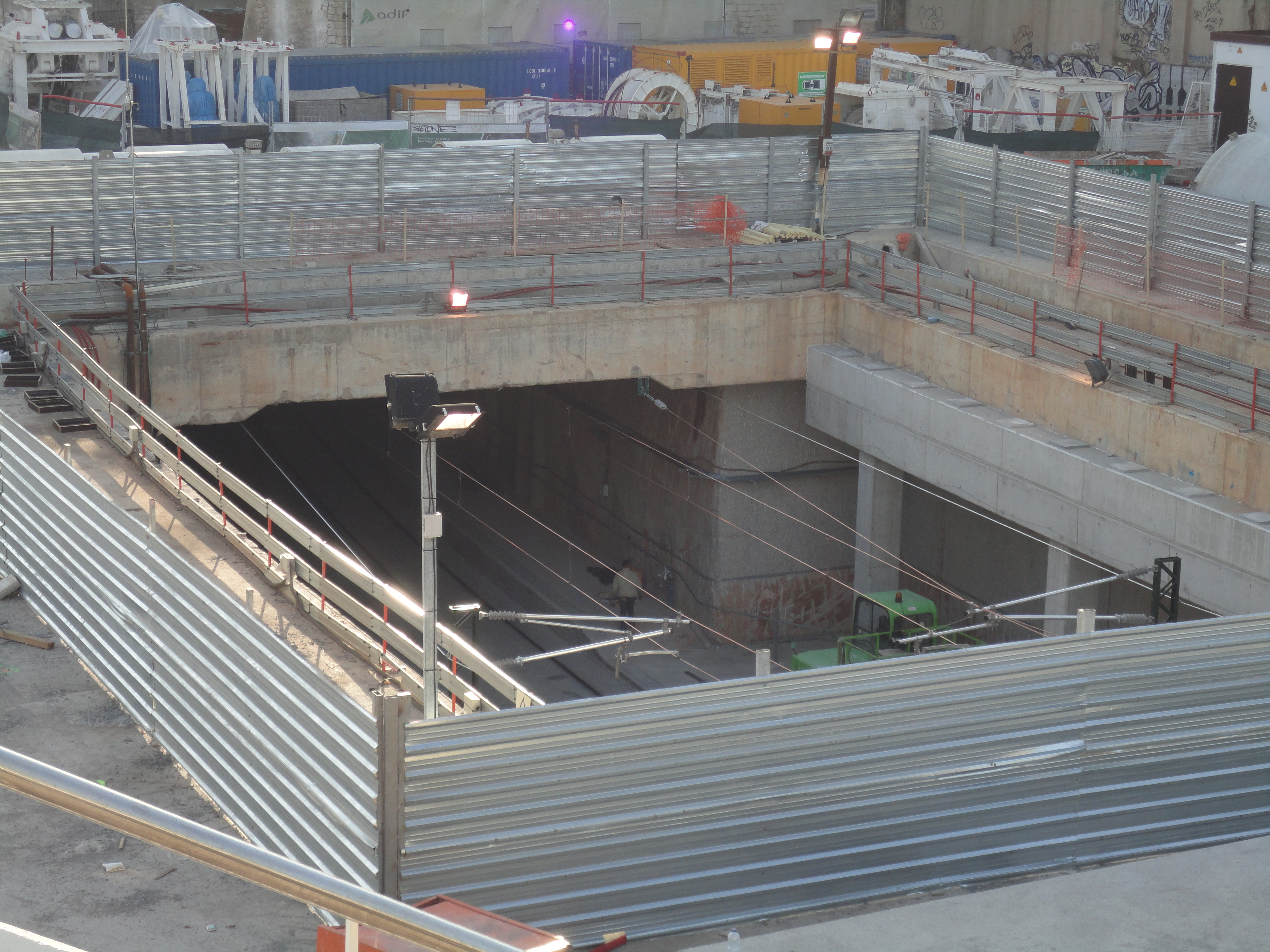
Construcción del túnel cerca de la estación de Barcelona-La Sagrera.

Las principales características del túnel de alta velocidad Barcelona Sants-La Sagrera y la tuneladora Barcino son:
| Características del túnel                    | Características del túnel        | Referencias   |
| Longitud total                               | 5781 metros                      | [ 55 ]        |
| Longitud tramo «entre pantallas»             | 686 metros                       | [ 55 ]        |
| Longitud tramo perforado con tuneladora      | 5095 metros                      | [ 55 ]        |
| Profundidad máxima                           | 41 metros                        | [ 2 ] [ 25 ]  |
| Electrificación                              | 2x25 kV 50 Hz                    | [ 55 ] [ 56 ] |
| Ancho de vía                                 | 1435 milímetros (Ancho UIC)      | [ 55 ]        |
| Sección                                      | 85 m²                            | [ 2 ]         |
| Diámetro interior                            | 10,4 metros                      | [ 55 ]        |
| Salidas de emergencia                        | 6                                | [ 57 ] [ 58 ] |
| Hormigoneras utilizadas para su construcción | 14 000                           | [ 58 ]        |
| Pasillos laterales                           | Sí, 1,2 metros de ancho          | [ 58 ]        |
| Carril                                       | 60 kilogramos/metro tipo UIC     | [ 55 ]        |
| Sistemas de seguridad                        | ERTMS y ASFA                     | [ 55 ]        |
| Capacidad                                    | 480 trenes/día                   | [ 59 ]        |
| Características de la tuneladora             | Características de la tuneladora | Referencias   |
| Nombre                                       | Barcino                          | [ 2 ] [ 16 ]  |
| Longitud                                     | 150 metros                       | [ 2 ] [ 16 ]  |
| Peso                                         | 2300 toneladas                   | [ 2 ] [ 16 ]  |
| Método de perforación                        | EPB                              | [ 2 ] [ 16 ]  |
| Diámetro cabeza giratoria                    | 12 metros                        | [ 55 ]        |
| Anillos completados                          | 2838                             | [ 55 ]        |
| Dovelas instaladas                           | 19 824                           | [ 55 ]        |

## Circulación
La circulación de trenes por el túnel, una vez inaugurado el tramo entre Barcelona Sants y Figueras-Vilafan donde está ubicado, es de 18 trenes de alta velocidad de pasajeros (9 trenes por sentido). Desde abril de 2013 empezó la circulación de trenes operados por la empresa francesa Société Nationale des Chemins de Fer Français (SNCF) y Renfe Operadora que unen España y Francia sin necesidad de hacer transbordo en la estación de Figueres-Vilafant.